# Leonaldo Paranhos
Leonaldo Paranhos da Silva (Paraíso do Norte, 25 de maio de 1966) é um político brasileiro filiado ao Podemos (PODE). Exerceu o cargo de prefeito do município paranaense de Cascavel, até 2025, quando foi sucedido por Renato Silva, apoiado por ele nas eleições de 2024.  
Foi também Deputado Estadual do Paraná pelo Partido Social Cristão (PSC), presidente do Instituto de Pesos e Medidas (IPEM) do Paraná, vice-prefeito e vereador do município de Cascavel.

## História
Nascido em Paraíso do Norte, foi boia-fria (catador de algodão e colhedor de café). Mudou-se para Cascavel em 1982, onde foi militante estudantil, pertenceu à juventude peemedebista, partido o qual ficou filiado por 16 anos. Foi eleito vereador de Cascavel em 1996, com 1.608 votos. No ano 2000 foi eleito vice-prefeito. Em 2010 disputou uma vaga no legislativo estadual e foi eleito com 27.263 votos, pelo Partido Social Cristão (PSC)
Em 2014 concorreu novamente ao pleito de deputado estadual, reelegendo-se com 69.684 votos.
Em 2016 foi eleito, já no primeiro turno, prefeito do município para a gestão 2017/2020. Obteve 86.099 votos, o que representa 51,17% dos eleitores. Em 2020 foi reeleito, com 71,73% dos votos.

## Vida política
No seu primeiro mandato como Deputado Estadual presidiu a Comissão Parlamentar de Inquérito do Sistema Único de Saúde e a Comissão Parlamentar de Inquérito da Telefonia Móvel.Ainda no primeiro mandato, Paranhos foi presidente da Comissão Permanente de Defesa do Consumidor.

### CPI dos Leitos do SUS
Comissão Parlamentar de Inquérito da Assembleia Legislativa do Paraná que investigou, no exercício de 2011, a gestão dos leitos mantidos pelo Sistema Único de Saúde (SUS) no Paraná. O trabalho foi realizado em quatro meses. Foram visitados 32 hospitais em 14 cidades paranaenses, em mais de 50 mil quilômetros percorridos. O relatório final da CPI foi encaminhado ao TCE-PR dia 25 de outubro de 2011.
O material completo da CPI está armazenado em mídia eletrônica, contendo cerca de duas mil páginas compactadas, além de quatro mil documentos, sessenta horas de vídeo e cinco mil fotografias. No total, são mais de 100 gigabytes de informação. 
As investigações levaram a comissão da CPI a concluir que, entre os principais problemas graves do sistema de gerenciamento dos leitos eram a má gestão, falta de humanização e superlotação do sistema.
Entre as sugestões feitas pela CPI foram a criação de uma central de regulação de leitos única estadual, com informações de disponibilidade de leitos em tempo real, ações visando a racionalização dos recursos financeiros e humanos, o controle permanente dos órgãos fiscalizadores e o termo de Ajustamento de Conduta  (TAC) nos locais onde encontrado irregularidades.

### CPI da Telefonia Móvel
A Comissão Parlamentar de Inquérito da Telefonia Móvel desenvolveu seus trabalhos no período de 18 de maio a 18 de julho de 2013. Os parlamentares percorreram o estado do Paraná e investigaram a estrutura do sistema de telefonia móvel. No relatório final da CPI, aprovado por 37 deputados da Assembleia Legislativa do Paraná, foi solicitado o indiciamento do presidente da ANATEL, João Batista de Rezende, pelo Ministério Público Federal, devido ao não cumprimento do papel regulador e fiscalizador que o órgão deveria ter exercido no estado.